# Kanta-Häme
Koordinaten: 60° 50′ N, 24° 15′ O
Kanta-Häme [ˈkɑntɑˌhæmɛ] (schwed. Egentliga Tavastland) ist eine Landschaft (maakunta) in Finnland. Sie liegt im Süden des Landes und bildet das Herzland der historischen Landschaft Häme. Der Name Kanta-Häme bedeutet so viel wie „Kern-Häme“. Der Verwaltungssitz der Landschaft und das historische Zentrum von Häme ist die Stadt Hämeenlinna.

## Geographie
Kanta-Häme liegt im südlichen Binnenland Finnlands. Nachbarlandschaften sind Uusimaa im Süden, Varsinais-Suomi im Westen, Pirkanmaa im Norden und Päijät-Häme im Osten. Die Fläche der Landschaft Kanta-Häme beträgt 5707 km².

## Geschichte
Die Gegend von Kanta-Häme ist seit der Eisenzeit bewohnt. Im 13. Jahrhundert rangen hier Schweden und das Nowgoroder Reich um die Vorherrschaft. Mit dem Bau der Burg Häme Ende des 13. Jahrhunderts verfestigte sich die schwedische Herrschaft. Hämeenlinna wurde zum Verwaltungssitz der Provinz Häme und erhielt 1639 die Stadtrechte von Per Brahe dem Jüngeren. Sie ist die älteste Stadt im finnischen Binnenland. Seit 1775 wurden von hier die Provinzen Häme und Uusimaa regiert. In den 1860er Jahren wurde die Eisenbahn nach Helsinki gebaut.

## Wappen
Das Wappen von Kanta-Häme leitet sich vom Wappen der historischen Landschaft Häme ab. Die Blasonierung lautet: „In Rot ein schreitender goldener Luchs mit schwarzen Ohrbüscheln, begleitet oben von drei sechsstrahligen Sternen, unten von vier eins zu drei gestellten Rosen, alle silbern.“
- siehe auch Wappen der finnischen Region Kanta-Häme

## Gemeinden
In Kanta-Häme gibt es 11 Gemeinden, von denen drei Städte sind (fettgedruckt). Einwohnerzahlen zum 31. Dezember 2022.
- Forssa (16.459)
- Hämeenlinna (68.043)
- Hattula (9.359)
- Hausjärvi (8.031)
- Humppila (2.161)
- Janakkala (16.280)
- Jokioinen (4.990)
- Loppi (7.749)
- Riihimäki (28.349)
- Tammela (5.879)
- Ypäjä (2.237)